# ポワンカレの円板モデル

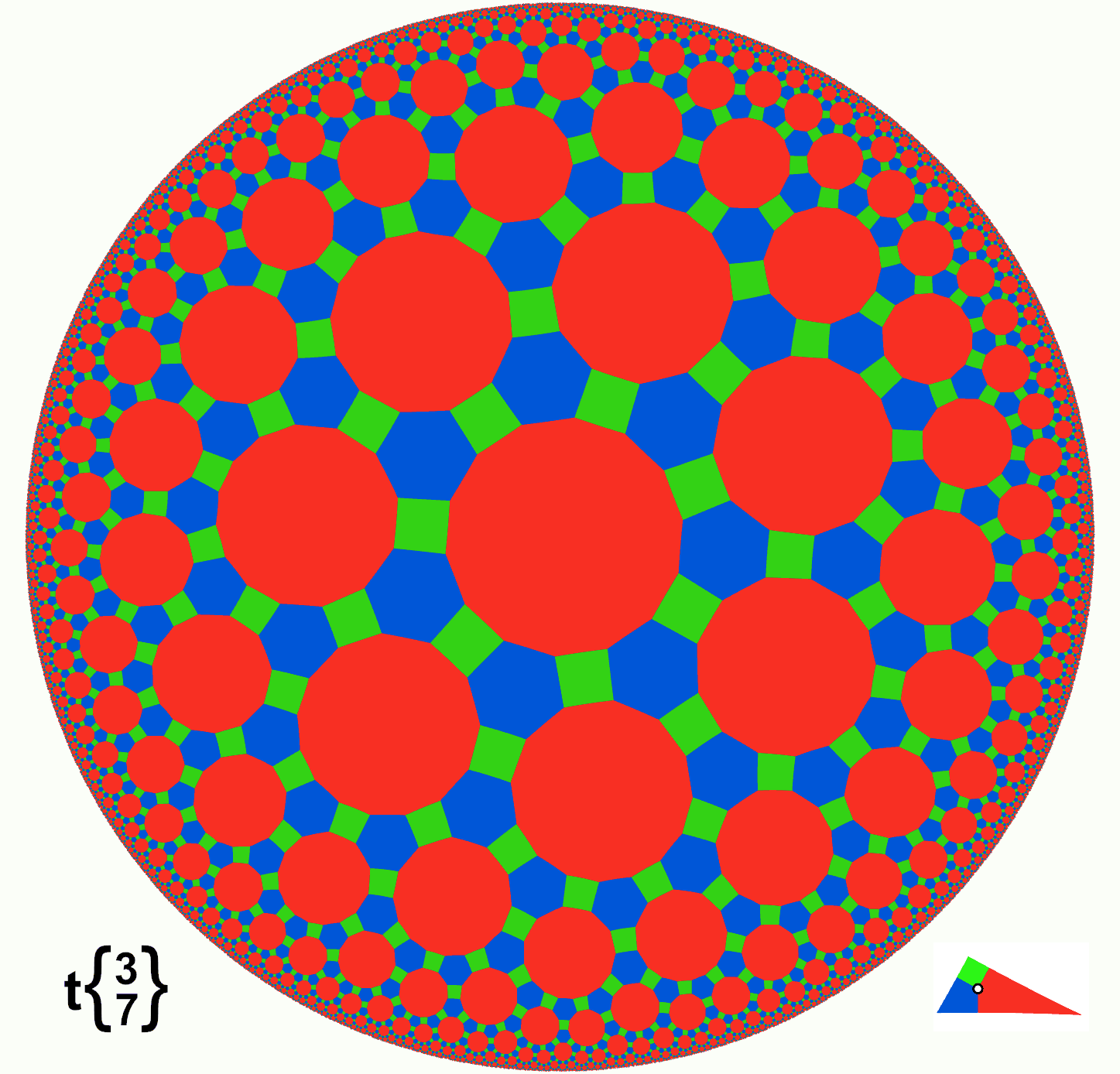
ポワンカレ円板模型の、大斜方切頭 {3,7} 充填.

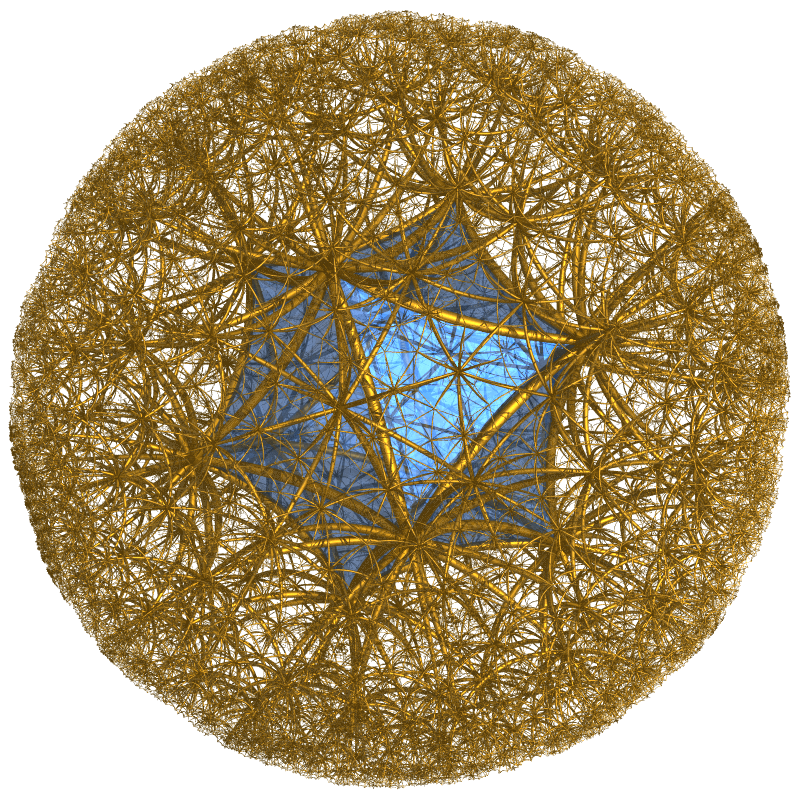
双曲三次元空間内の二十面体ハニカム格子と見たポワンカレ球体模型

非ユークリッド幾何学におけるポワンカレ円板模型（ポワンカレえんばんもけい、英: Poincaré disk model）、ポワンカレ球体模型（ポワンカレきゅうたいもけい、英: Poincaré ball model）あるいは共形円板模型 (conformal disk model) とは、n-次元双曲幾何学のモデルで、その幾何のもとでの各点が n-次元円板あるいは球体に属し、かつその幾何のもとでの直線がその円板に含まれる円板の境界と直交する円弧または直径によって与えられるものを言う。円板模型は、クライン模型、ポワンカレ上半平面模型とともに、エウジェニオ・ベルトラミによって提案され、ベルトラミはそれらを用いて双曲幾何学とユークリッド幾何学との等無矛盾性 (equiconsistency) を示した。

## 計量
u, v を通常のユークリッドノルムを備えた実 n-次元ベクトル空間 Rn の二つのベクトルで、そのノルムがともに 1 より小さいものとすると、
{\displaystyle \delta (u,v)=2{\frac {\lVert u-v\rVert ^{2}}{(1-\lVert u\rVert ^{2})(1-\lVert v\rVert ^{2})}}}
と置いて等距不変量が定義できる。ここで ǁ⋅ǁ は通常のユークリッドノルムである。故にこの距離函数は 
{\displaystyle d(u,v)=\operatorname {ar\,\cosh } (1+\delta (u,v))}
と書ける。この距離函数はノルムが 1 より小さい任意の二ベクトルに対して定義され、そのようなベクトル全体の成す集合を定曲率 −1 の双曲空間のモデルとするような距離空間の構造を定める。このモデルは、双曲空間内の交叉する二直線のなす角が、このモデルにおける角と等しいという共形性（等角性）を持つ。
ポワンカレ円板模型に付随する計量テンソルは
{\displaystyle ds^{2}=4{\frac {\sum _{i}dx_{i}^{2}}{(1-\sum _{i}x_{i}^{2})^{2}}}}
で与えられる。ここに xi は全体空間における直交座標を意味する。円板模型における測地線は境界球面 Sn−1 に直交する円によって与えられる。

## 双曲面模型との関係

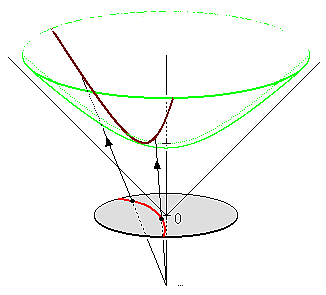
赤い円弧が円板模型における測地線である。これを緑の双曲面に射影したものが茶色の測地線である。

ポワンカレ円板模型はクライン模型同様に双曲面模型とは射影的に関係している。双曲面模型における点を定める上半双曲面上の点 [t, x1, …, xn] を超曲面 t = 0 上へ射影するには、点 [−1, 0, …, 0] を通る直線との交点を考えればよい。これにより、ポワンカレ円板模型における点との対応が定まる。
双曲面上の直交座標系 (t, xi) と平面上の直交座標系 (yi) との間の変換公式は
{\displaystyle y_{i}={\frac {x_{i}}{1+t}}}
および
{\displaystyle (t,x_{i})={\frac {\left(1+\sum {y_{i}^{2}},\,2y_{i}\right)}{1-\sum {y_{i}^{2}}}}}
で与えられる。この公式は球面と平面の間の立体射影に対する公式と対照するものである。

## 双曲平面における解析幾何学的構成
解析幾何学における基本的な構成は、与えられた二点を通る直線を求めることである。ポワンカレ円板模型において、平面直線は
{\displaystyle x^{2}+y^{2}+ax+by+1=0}
なる形の円弧の一部によって与えられる。この方程式は単位円に直交する円弧若しくは直径を表す式の一般形である。円板内の直径上にない二点 u, v が与えられたとき、この二点を通るような上記の形で表される円が計算できて、
{\displaystyle x^{2}+y^{2}+{\frac {u_{2}(v_{1}^{2}+v_{2}^{2})-v_{2}(u_{1}^{2}+u_{2}^{2})+u_{2}-v_{2}}{u_{1}v_{2}-u_{2}v_{1}}}x+{\frac {v_{1}(u_{1}^{2}+u_{2}^{2})-u_{1}(v_{1}^{2}+v_{2}^{2})+v_{1}-u_{1}}{u_{1}v_{2}-u_{2}v_{1}}}y+1=0}
を得る。二点 u, v が円板の境界上の点で、かつ直径の両端点でないならば、今の式は
{\displaystyle x^{2}+y^{2}+{\frac {2(u_{2}-v_{2})}{u_{1}v_{2}-u_{2}v_{1}}}x-{\frac {2(u_{1}-v_{1})}{u_{1}v_{2}-u_{2}v_{1}}}y+1=0}
と簡略化することができる。

## 角度
両端点（理想点 (ideal points)）が単位ベクトル u, v で与えられる円弧と両端点が s, t である弧との間の角を計算する公式を与えることができる。理想点はクライン模型とポワンカレ円板模型とで共通しているから、この公式は両模型で共通である。
両模型における直線が直径の場合に、v = −u かつ t = −s であったとすれば、この場合単に二つの単位ベクトルの間の角を求めればよく、角度 θ は公式
{\displaystyle \cos(\theta )=u\cdot s}
によって与えられる。v = −u だが t ≠ −s のときには、公式は楔積を用いれば書くことができて、
{\displaystyle \cos ^{2}(\theta )={\frac {P^{2}}{QR}}}
で与えられる。ただし、各点は
{\displaystyle {\begin{aligned}P&=u\cdot (s-t)\\Q&=u\cdot u\\R&=(s-t)\cdot (s-t)-(s\wedge t)\cdot (s\wedge t)\end{aligned}}}
である。両弦がともに直径でない場合の一般公式は
{\displaystyle \cos ^{2}(\theta )={\frac {P^{2}}{QR}}}
および
{\displaystyle {\begin{aligned}P&=(u-v)\cdot (s-t)-(u\wedge v)\cdot (s\wedge t)\\Q&=(u-v)\cdot (u-v)-(u\wedge v)\cdot (u\wedge v)\\R&=(s-t)\cdot (s-t)-(s\wedge t)\cdot (s\wedge t)\end{aligned}}}
によって与えられる。
ビネ–コーシーの恒等式と、各々が単位ベクトルであることとを用いれば、上記公式を点乗積を用いた
{\displaystyle {\begin{aligned}P&=(u-v)\cdot (s-t)+(u\cdot t)(v\cdot s)-(u\cdot s)(v\cdot t)\\Q&=(1-u\cdot v)^{2}\\R&=(1-s\cdot t)^{2}\end{aligned}}}
に書き直すことができる。

## 美術との関連
エッシャーは幾何学者コクセターの助言に基づいて、ポワンカレ円板から1958年から1960年にかけて「円の極限」シリーズを制作した。